# Maria van Berckel
Maria van Berckel (Rotterdam, 31 mei 1632 – Dordrecht, 5 augustus 1706) was de vrouw van Cornelis de Witt, schepen van Dordrecht. Zij fungeerde als zijn plaatsvervanger als De Witt van huis was.

## Jeugd
Maria van Berckel groeide met haar zus Elisabeth op in Rotterdam als dochter van Johan van Berckel en Elisabeth Prins. Na het overlijden van Prins hertrouwde haar vader in 1640 met Hillegonda van Deras (of Van der Aa). Hierdoor kreeg Van Berckel er acht halfbroers en -zussen bij. 
In 1644 verhuisde het gezin naar Den Haag, waar zij in 1649 Cornelis de Witt ontmoette. Zij verloofde zich met De Witt, maar het huwelijk werd uitgesteld vanwege de staatsgreep van Willem II. De vader van Cornelis de Witt, Jacob de Witt, was een van de zes regenten die werden opgepakt en in slot Loevestein gevangengezet. Anderhalve maand later kwam Jacob de Witt vrij en op 21 september 1650 trouwden Maria van Berckel en Cornelis de Witt.

## Huwelijk
Tussen 1653 en 1671 kreeg Van Berckel negen of tien kinderen. In de jaren zestig werd ze geopereerd aan een aandoening aan haar borst, maar na de operatie kreeg ze nog drie gezonde kinderen. Het huwelijk werd uitgesteld door stadhouder Willem || van Oranje, omdat hij Jacob de Witt in de staatsgevangenis had gezet.
In 1654 werd Johan de Witt raadspensionaris van Holland en in dat jaar werd Cornelis de Witt ruwaard van Putten. Zijn politieke macht nam hierdoor toe, omdat hij met deze titel de hoogste gezagsdrager was van het eiland. Als echtgenote van De Witt maakte Van Berckel mee dat haar man te velde trok in de Eerste Munsterse Oorlog in 1665, hij leiding gaf aan de Tocht naar Chatham in 1667 en aan de zijde van Michiel de Ruyter vocht tegen de gecombineerde Engelse-Franse vloot in 1672. Cornelis de Witt was vaak op pad voor vergaderingen in Den Haag, voor politieke ontwikkelingen in zijn woonplaats Dordrecht of in Geervliet waar hij ruwaard was. 
Als Cornelis de Witt van huis was fungeerde Maria van Berckel als zijn plaatsvervanger. Zij stond mensen te woord die De Witt wilden spreken of om een gunst vroegen. Via brieven hield zij haar man op de hoogte van de ontwikkelingen in de politiek en in de familie. In enkele bewaarde brieven wordt Maria van Berckel dan ook ruwaardin van het eiland Putten' genoemd.

## Politiek

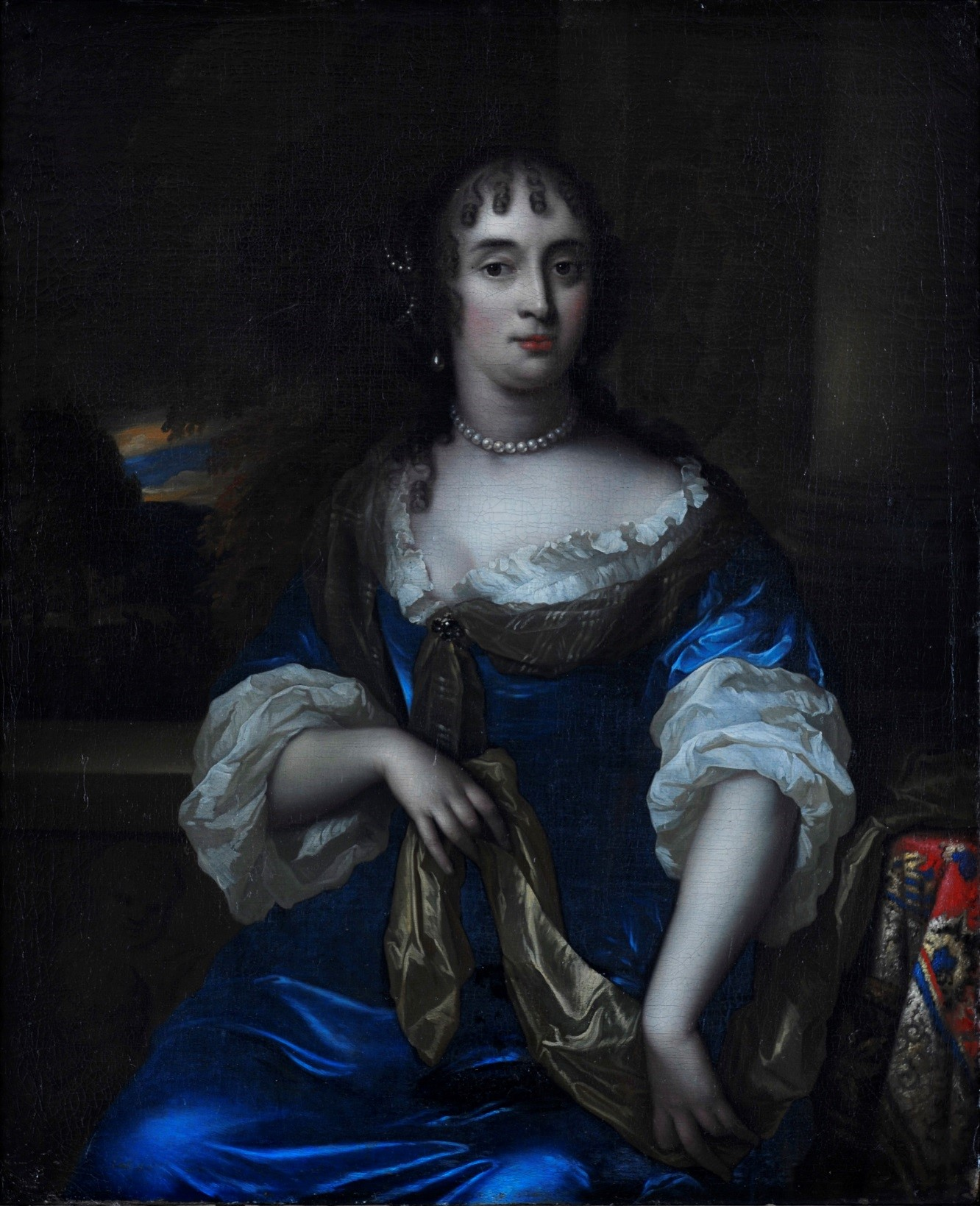
Portret van Maria van Berckel door Jan de Baen

Van Berckel maakte zich veel zorgen over de politieke situatie waarin haar man verkeerde. In de jaren 1660 vonden orangistische optochten en spreekkoren plaats die gericht waren tegen de staatsgezinde broers De Witt. Het volk in Dordrecht kwam in opstand en ze riepen de regenten van Holland op het Eeuwig Edict van 1667, die het stadhouderschap afschafte, te herroepen. Onder dwang tekende ook Cornelis de Witt in 1672. In de bewaarde geschriften spreekt Van Berckel haar zorgen uit en de angst voor het lot van haar gezin. Uit de geschriften blijkt dat ze vaak de discussie aanging met haar man als het over politiek ging.
Op 20 augustus 1672 werd haar angst werkelijkheid en werd haar man met zijn broer, Johan de Witt, vermoord in Den Haag.

## Latere leven
Na de dood van haar man verliet Van Berckel Den Haag en vestigde ze zich na Rotterdam uiteindelijk in Dordrecht. Daar kreeg zij veel bezoek van bewonderaars van Johan en Cornelis de Witt. Zij werd door de Dordtse geschiedschrijver Matthijs Balen dan ook gezien als heldin. Ze stond symbool voor de tijd van de 'ware vrijheid'. Anderen probeerden haar zwart te maken met valse beschuldigingen. Zo zou ze volgens Lambert van den Bos, een man die uit zijn baan werd ontheven door De Witt, een schilderij van Willem III hebben laten verwijderen uit het Sacramentsgasthuis van Dordrecht. Van Berckel verzamelde tegenbewijs en werd vrijgepleit.
Maria van Berckel overleed op 74-jarige leeftijd. Slechts een van haar kinderen, een dochter, was toen nog in leven.

## Reputatie
Maria van Berckel werd in correspondentie met de familie al 'ruwaardin van het eiland Putten' genoemd. De eerste biograaf van de gebroeders De Witt, Emanuel van der Hoeven, beschrijft haar als een vrouw die verstand van zaken had: ‘Een vrouw van zeldzame hoedanigheden, bestaande in een louter verstand, vaardig oordeel en uitgelezen schoonheid'. Ook Lambert van den Bos, die een valse aanklacht deed tegen Maria van Berckel, beschreef haar als ‘een vrouwe van veel prijslijke deugden’.